# Elias Friedrich Schmersahl

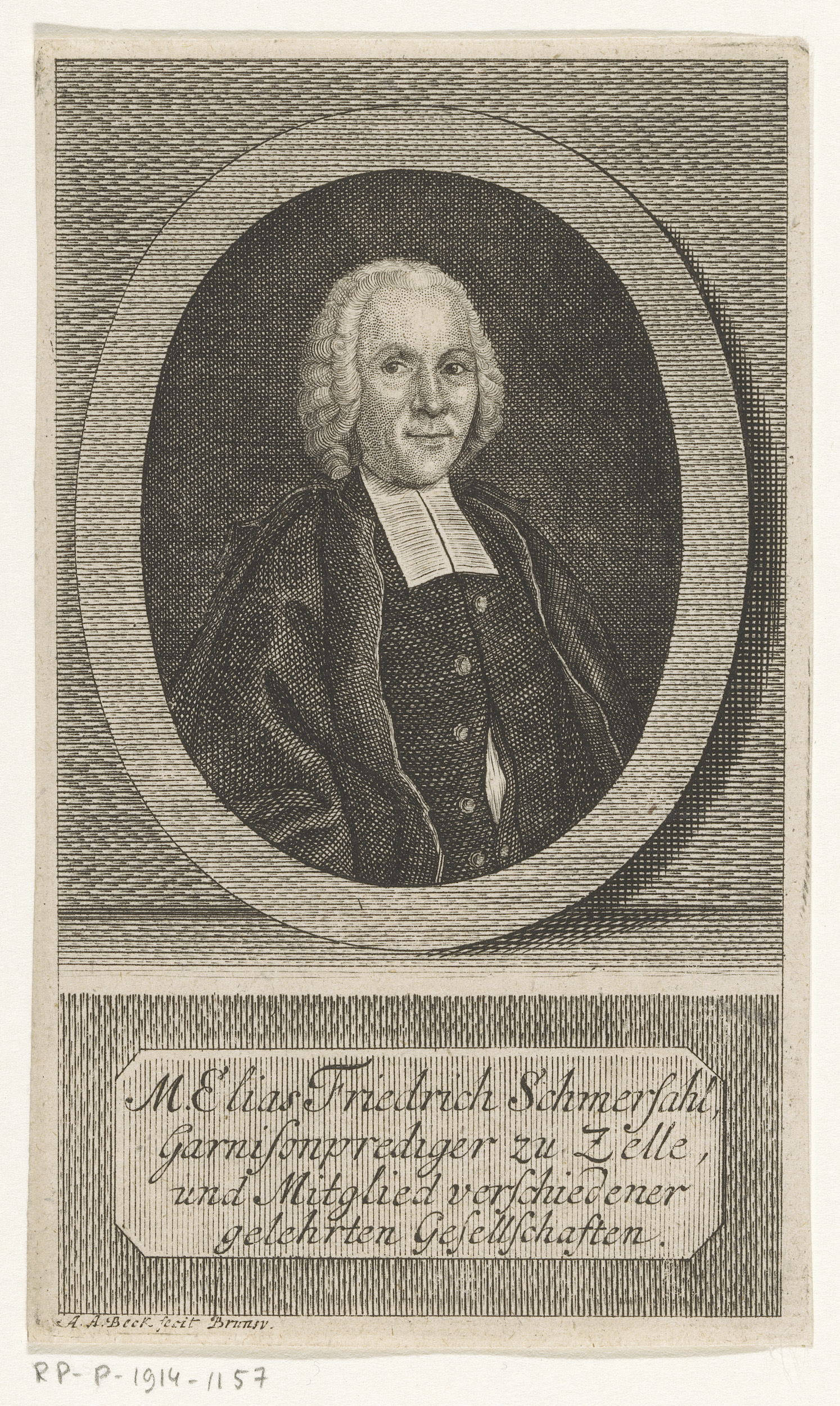
Porträt Schmersahls mit Perücke;
Kupferstich von Anton August Beck, um 1765

Elias Friedrich Schmersahl (* 2. April 1719 in Dannenberg (Elbe); † 16. April 1775 in Celle) war ein deutscher lutherischer Theologe, Prediger und Literaturhistoriker.

## Leben
Elias Friedrich Schmersahl entstammte einer über Generationen zumeist als Musiker bekannten Familie. Sein Ur-Urgroßvater wirkte als Kapellmeister und Harfenist am Hof des Königs von Dänemark. Dessen Sohn Christian Schmersahl arbeitete als Organist in Rostock. Schmersahls Großvater Balthasar Friedrich Schmersahl hatte die Rechte studiert, arbeitete dann aber als Kantor und Organist in Dannenberg. Schmersahls Vater August Johann Schmersahl oder Schmersahlen hatte Theologie studiert und wirkte anschließend ebenfalls als Dannenberger Kantor und Organist. Er heiratete Maria Christina oder Maria Christine, Tochter des Dannenberger Bürgermeisters Heinrich Elias Stockmann. Als deren einziger Sohn und Erstgeborener unter seinen Geschwistern wurde Elias Friedrich Schmersahl am 2. April 1719 in Dannenberg geboren.
Schmersahls Eltern starben früh, sein Vater 1723, seine Mutter 1725. Er besuchte Schulen in Dannenberg sowie in Lüneburg. Ab 1737 studierte er an der Universität Jena die Fächer Philosophie und Theologie, war Schüler von Johann Georg Walch und promovierte 1739 zum Magister durch Verteidigung seiner Dissertation über die apostolischen Grußformeln. Im nächsten Jahr schon setzte er das Studium an der Universität Göttingen fort, wo er magister legens wurde. Im selben Jahr bestand er das theologische Examen in Hannover und wurde dort 1741 unter die Kandidaten des Predigtamts aufgenommen.
Anschließend war Schmersahl an verschiedenen Orten als Hauslehrer tätig, bis er 1744 bei den damals an den Rhein marschierenden hannoverschen Truppen als Feldprediger angestellt wurde.
1746 bis 1755 wirkte Schmersahl als Pastor in Stemmen in Kurhannover. 1755 ernannte man ihn in Celle zum Garnisonsprediger. Die Tätigkeit führte er bis zu seinem Lebensende am 16. April 1775 aus.

## Schriften
- Traité de l’avenir, de virtute, de opinione, de fundamento religionis in atheo, auch miscellanea stili poetici
- Historie der Weltweisheit (Celle 1744)
- Theologia definitiva (Göttingen 1751)
- Zuverlässige Nachrichten von jüngst verstorbenen Gelehrten (Celle 1748–1750) (Online)
- Nachricht vom hochadelichen Geschlechte der Herren von Reden, in: Hamburgisches Magazin oder gesammelete Schriften zum Unterricht und Vergnügen ..., Band 8, Teil 1, Adam Heinr. Holle Leipzig, Georg Christ. Grund, Hamburg 1751, S. 642 ff.
- Neue Nachrichten von jüngstverstorbenen Gelehrten. Band 1, Jacobi, Leipzig 1753. (Online)